# Синдхупалчок
Област Синдхупалчок е част от анчол Багмати във Непал, с площ от 2542 км2 и население 287 798 души (2011). Административен център е град Чаутра.